# Иордан Санта-Сусанна
Иордан Санта-Сусанна (Giordano Bobone, также известный как Giordano Orsini) — католический церковный деятель XII века. Был провозглашен кардиналом-дьяконом на консистории 1145 года, однако уже в декабре стал кардиналом-священником церкви Санта-Сусанна. Был папским легатом в Германии, аннулировал брак Фридриха I Барбаросса и Адельгейд из-за близкого кровного родства, запрещенного каноническим правом. Участвовал в выборах папы Анастасия IV (1153) и Адриана IV (1154).